# Guy Fleury
Pour les articles homonymes, voir Fleury.
Guy Fleury, né le 19 octobre 1941 à Déville-lès-Rouen et mort le 20 mars 2020 à Limésy, est un docteur ingénieur, professeur des universités et homme politique français. Il a été le premier président de l'Université du Havre et le premier à porter le titre d’administrateur général du Conservatoire national des arts et métiers. 

## Carrière

### Milieu universitaire
Guy Fleury est ingénieur de formation. 
En 1984, il est nommé administrateur provisoire de l'Université du Havre tout juste créée, et en devient le premier Président en 1986. En 1985, il est nommé président du jury de l’École supérieure d'ingénieurs en génie électrique (ESIGELEC) par le ministre de l’Enseignement supérieur et de la recherche. Il est cosignataire du diplôme et responsable de la qualité et de la conformité des sujets de concours à l'ESIGELEC.
En 1992, il est nommé membre de la Commission consultative nationale des instituts universitaires de technologie
Militant en faveur de la pluridisciplinarité des universités, il a travaillé sur l'ouverture de l'offre académique à d'autres secteurs autres que le secteur industrialo-portuaire de la Pointe de Caux.

### Engagements politiques
En 1998, il est élu conseiller régional de Haute-Normandie en charge de l’enseignement et de la recherche. 
Membre du Parti socialiste, il s'oppose dans un premier temps à la nomination de Daniel Paul (Parti communiste français) comme représentant de la gauche, avant d'en devenir le colistier et conseiller lors des municipales de 2001. 

### Conservatoire national des arts et métiers
En 1990, il est nommé directeur général du Conservatoire national des arts et métiers, fonction qu’il exercera jusqu'en 1998. En tant que directeur général, puis d’administrateur général, il a largement contribué au projet de modernisation et d'ouverture de l'établissement (ouverture à l'échelle européenne, développement d'un réseau décentralisé, élévation des niveaux de formation). L'une de ses créations les plus importantes a été la formation des ingénieurs par apprentissage préconisée par Bernard Decomps et conçue avec l'association Ingénieurs 2000.
Il est le fondateur des Cahiers d'histoire du CNAM.